# Miss White and the Drunken Piano
Miss White and the Drunken Piano est un groupe musical français, originaire de Grenoble. Le style musical du groupe se caractérise par des chansons en anglais aux accents hip-hop, jazz, et même musique classique,. Leur musique fait le pont entre plusieurs genres, comme le jazz, le rap avec la pratique du beatbox et du chant rappé ainsi qu'une pointe rock.

## Biographie
Le groupe est formé en septembre 2008, à Grenoble, par Marieke Husmans Berthoux, David Laurent, et Martin Larat-lini. Avant la formation du groupe, chacun des membres était dans des groupes ou projets solo ; Marieke était dans un groupe de rock et chantait en français.
Un premier album éponyme apparait en 2010. Le 10 juillet 2010, à 21 h, le groupe joue sur la scène de la Flèche d’or. Du 13 au 14 janvier 2011, le groupe joue au Bijou, à Toulouse. En 2012, Miss Drunk and the Drunken Piano publient leur deuxième album studio, Same Same. En été 2013, ils jouent à la 26e Rencontres Brel.

## Discographie
- 2010 : Miss White and the Drunken Piano
- 2012 : Same Same

## Membres
- Marieke Husmans Berthoux - chant, piano
- David Laurent - beatbox, batterie
- Martin Larat-lini - basse, saxophone, orgue, claviers